# Eugène Viollet-le-Duc
Eugène Emmanuel Viollet-le-Duc [ejtsd: violé le dük] (Párizs, 1814. január 27. – Lausanne, 1879. szeptember 17.) francia autodidakta építész és műtörténész.
Egyike a 19. század leghíresebb francia építészeinek, a középkori építmények, egyházi épületek, kastélyok újjáépítése, renoválása során végzett munkáiról a legismertebb.
A középkori épületkincs restaurálásának intézményes formája Franciaországban 1830-ban alakult meg. Fő szorgalmazója Prosper Mérimée, a műemlékek — Ludovic Vitet után — második általános főfelügyelője (1834-től), a műemlékvédelem szellemi irányítója volt, aki Viollet-le-Duc-öt kérte fel, hogy vállalkozzon a helyreállításokra. Számtalan épület renoválására sor került, (azokra is, amelyeket a francia forradalom alatt megrongáltak) így a párizsi Notre-Dame, Carcassonne erődített vára, Pierrefonds vára felújítására.
Viollet-le-Duc a művészettörténeti irodalomban úgy szerepel, mint a 19. századi purista (stílustisztaságra törekvő) épületrestaurálási iskola elindítója, bár ezt, a műveit (melyek magyar nyelvű kiadása még mindig hiányzik) mélyebben ismerő  művészettörténészek egyre árnyaltabban szemlélik. („Ma is korszerűnek tekinthető restaurálási nézetei és purista helyreállítási gyakorlata között azonban ellentmondás állt fenn,...”) Elve, mely szerint: „Egy épület restaurálása nem azt jelenti, hogy megtartjuk, újraépítjük, vagy kijavítjuk, hanem azt jelenti, hogy olyan teljessé állítjuk helyre, amilyen soha egyetlen korban sem lehetett. [...] A legjobb az, ha belegondoljuk magunkat az egykori építész helyzetébe, s megpróbáljuk elképzelni, mit tenne, ha a világra visszatérve ő kerülne szembe az előttünk álló feladattal.”  E felfogást, mely a 19. század második feléig, végéig meghatározta a épületrestaurálást, később a műemlékvédelem lényegében elvetette.
Viollet-le-Duc építészeti rekonstrukcióról alkotott elvei viszont hasznosultak a világháborúk sújtotta templomok helyreállításánál.
Tervei között találhatók olyanok, melyek az új építőanyagok és szerkezetek (vas, üveg) alkalmazásában is úttörőnek számítanak.
Restaurátori munkája mellett neki tulajdonítják az építészeti racionalizmus (funkcionalizmus) irányába elkötelezett teoretikus írásai alapján a modern építészeti elvek felé nyitást, azok első megalapozását, mellyel számos építészre gyakorolt közvetlen hatást. (Victor Horta, Hector Guimard, Henri Sauvage, Émile Gallé és a nancyi iskola, Eugène Grasset, Antoni Gaudí, Hendrik Petrus Berlage, Louis Sullivan, Frank Lloyd Wright, Le Corbusier, Auguste Perret, a barbizoni iskola…)

## Életútja

### Fiatalsága, családja

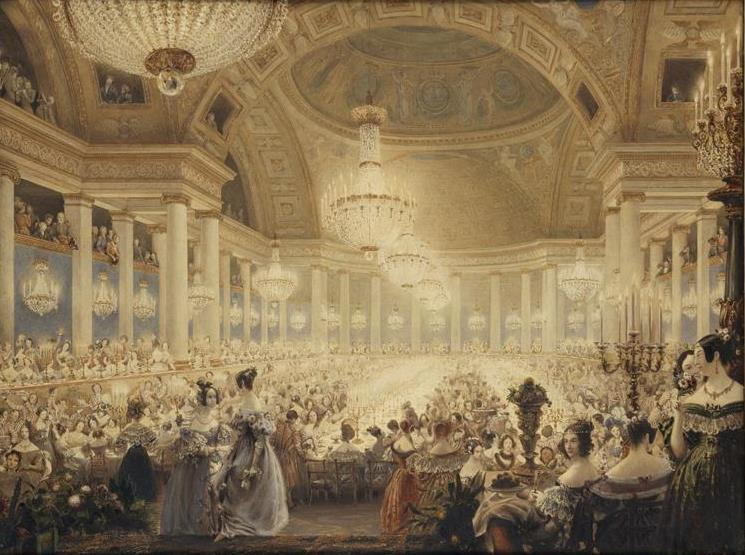
Nők bálja a Tuileriákban, 1835. Eugène Viollet-le-Duc festménye

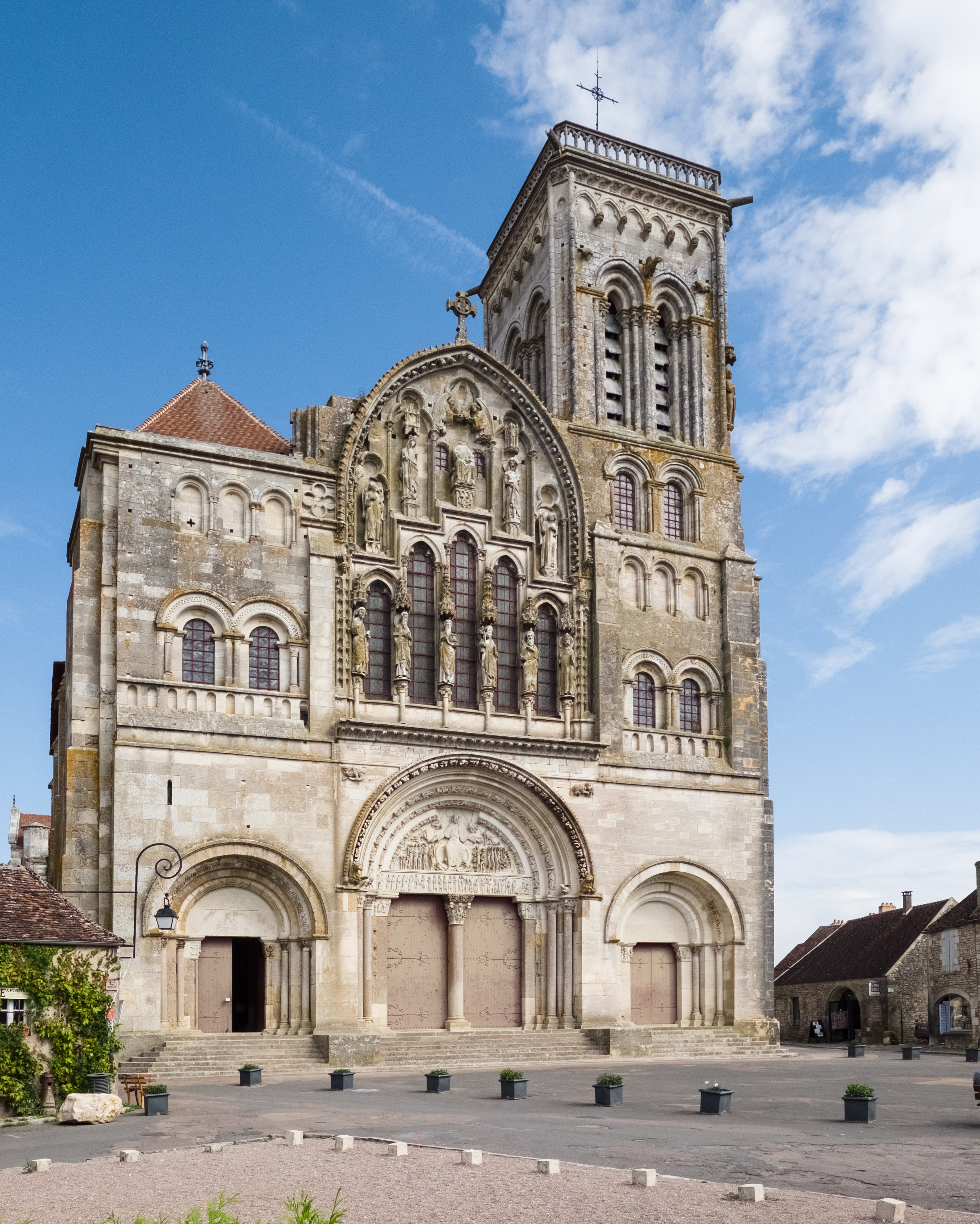
A Vézelay, Szent Magdolna apátsági templom főhomlokzata, 2016

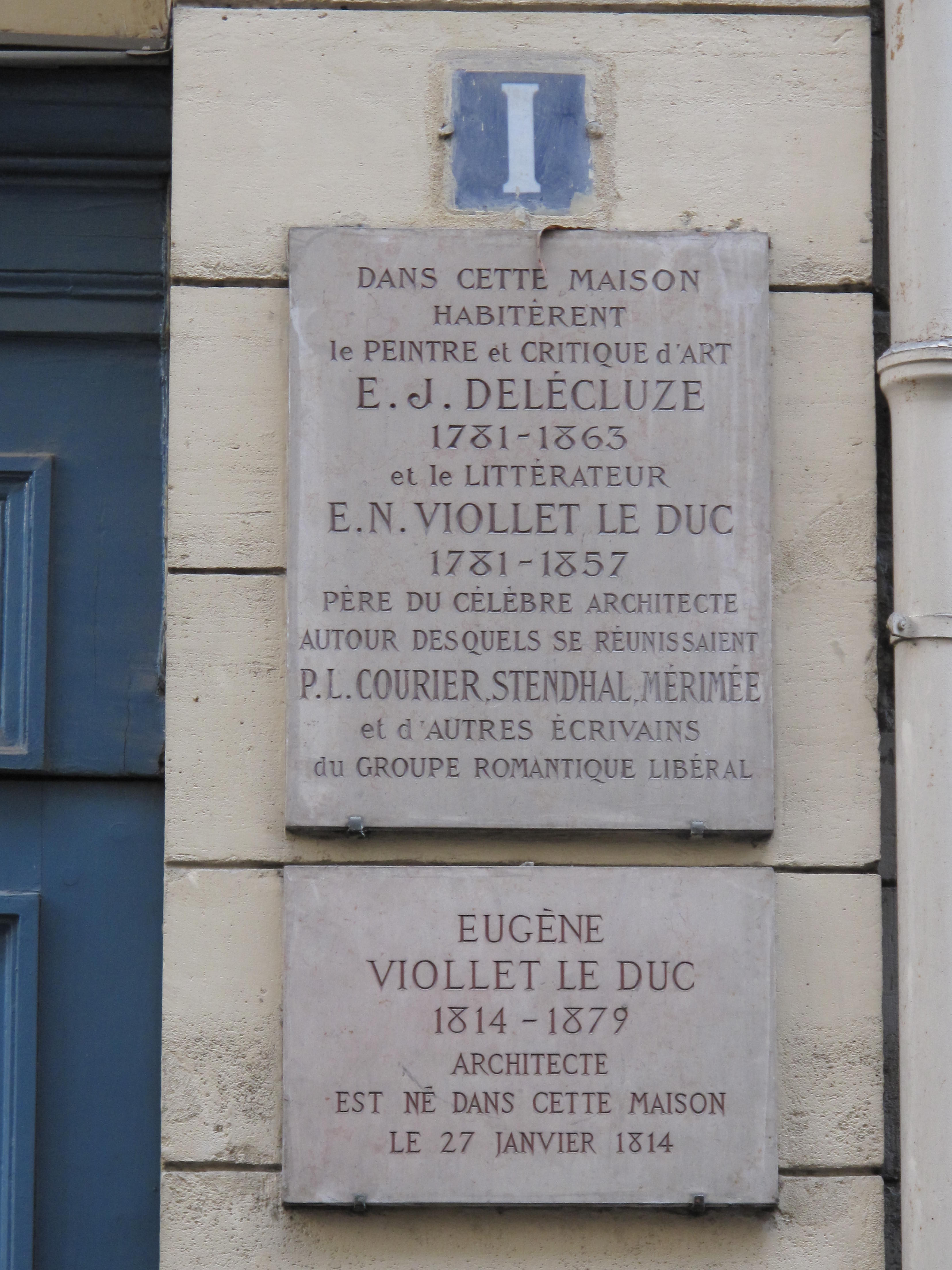
A párizsi Chabanais utca 1. emléktáblája. Viollet-le-Duc szülőházán, 2009

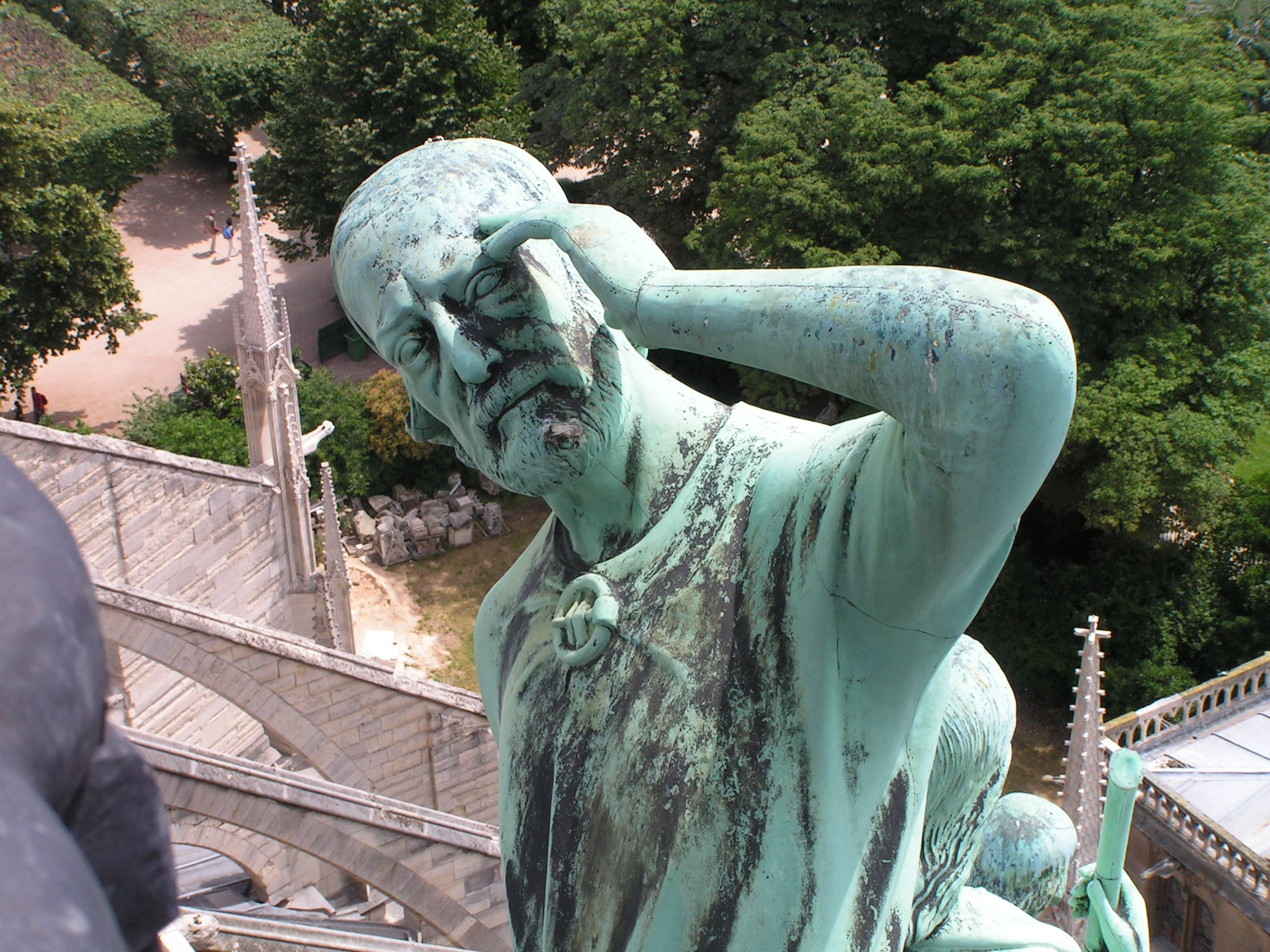
A párizsi Notre-Dame homlokzatán állt apostolgaléria része. Szent Tamásként maga, Viollet-le-Duc, 2005

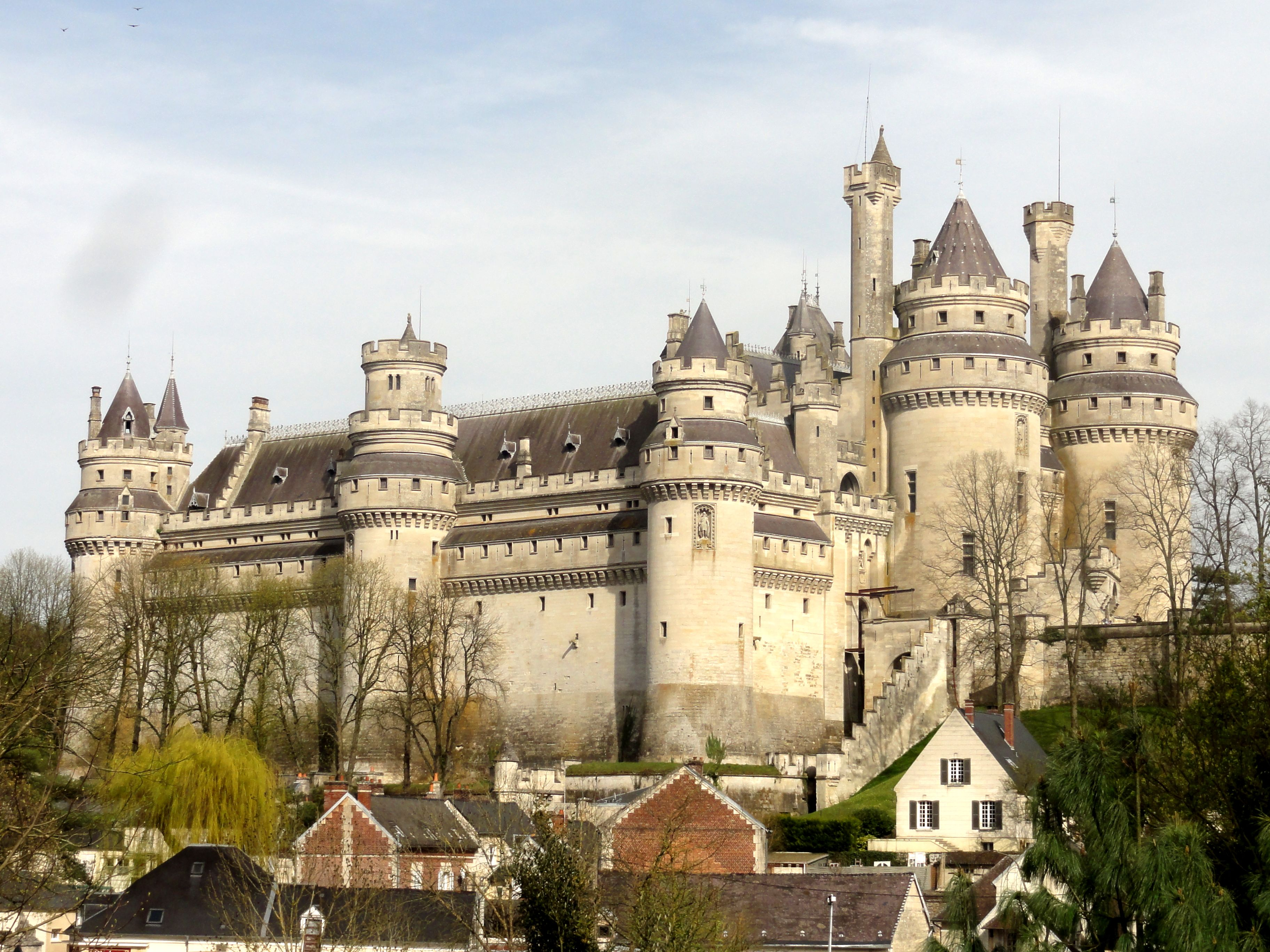
Pierrefonds várának délkeleti látványa

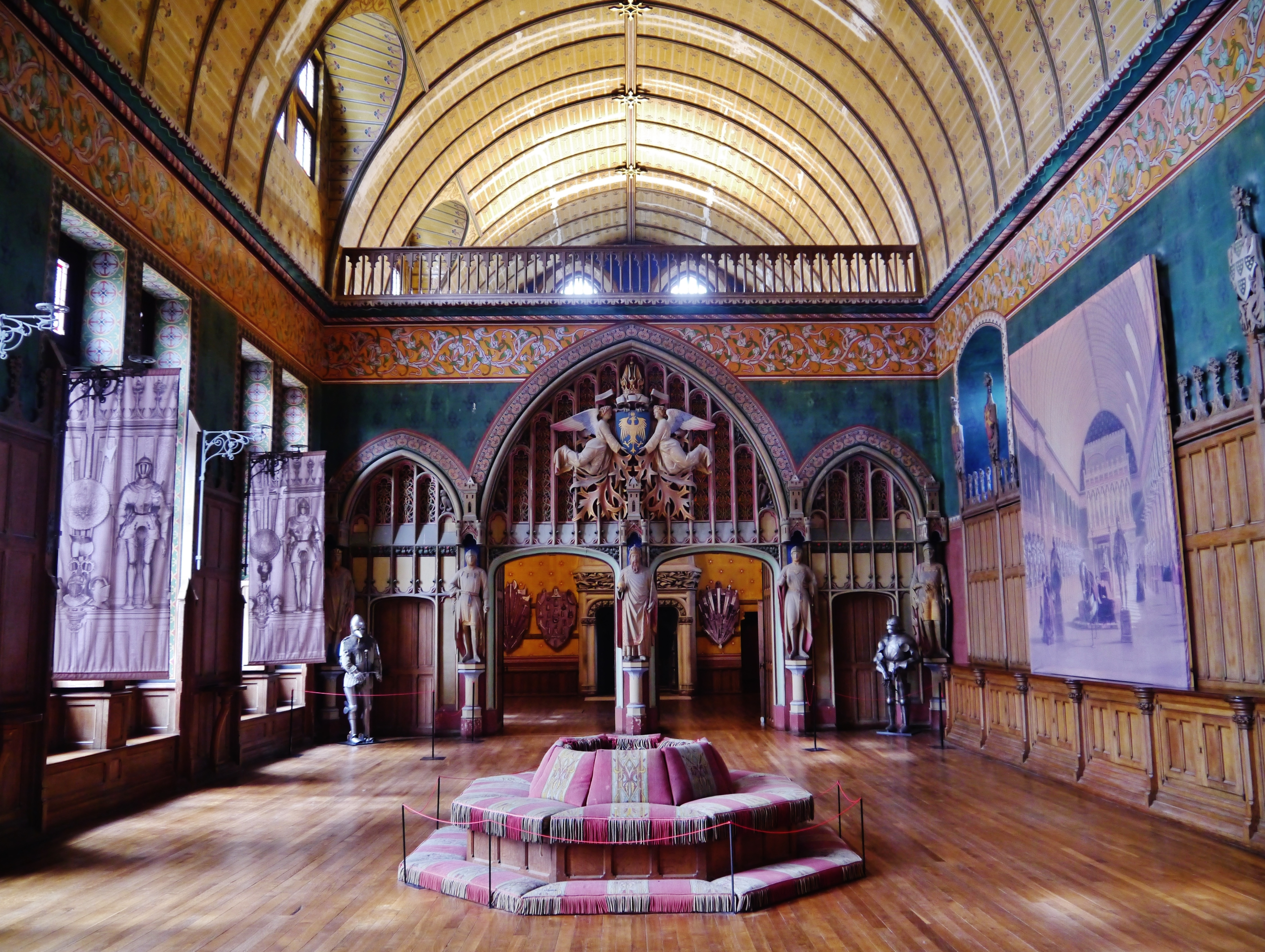
Pierrefonds vára, kastélybelső

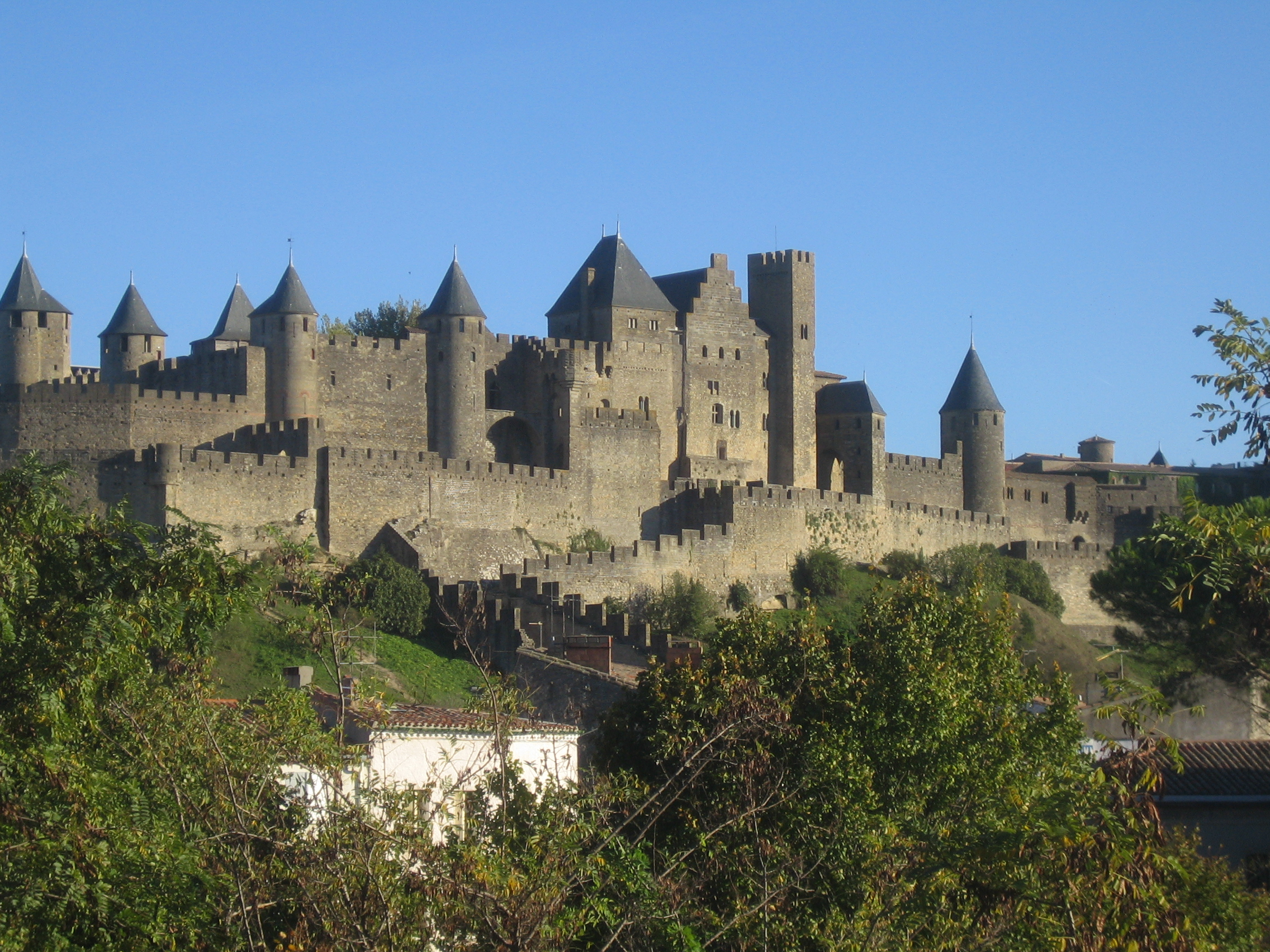
Carcassonne vára

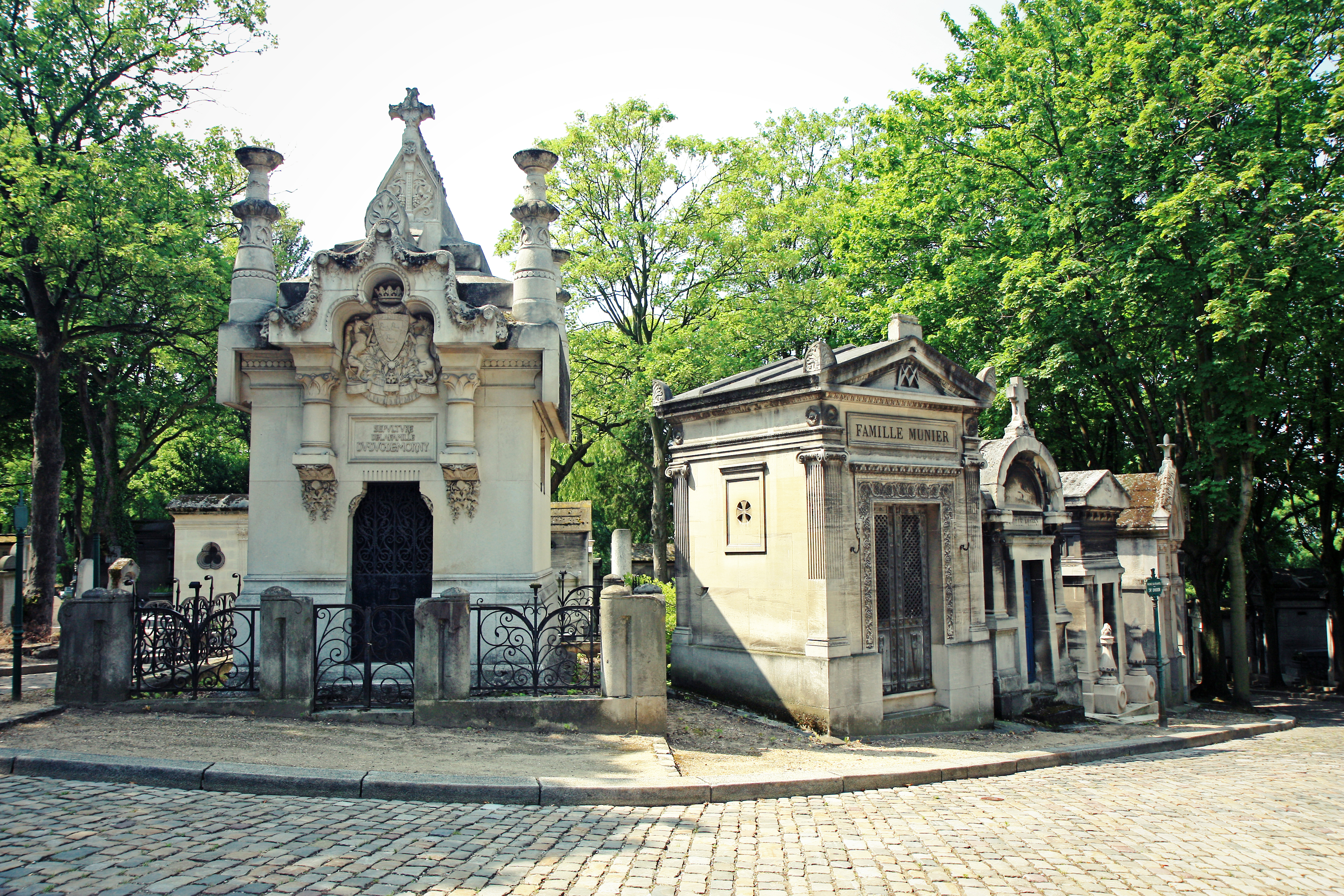
A Morny hercegi család sírboltja, Père-Lachaise temető

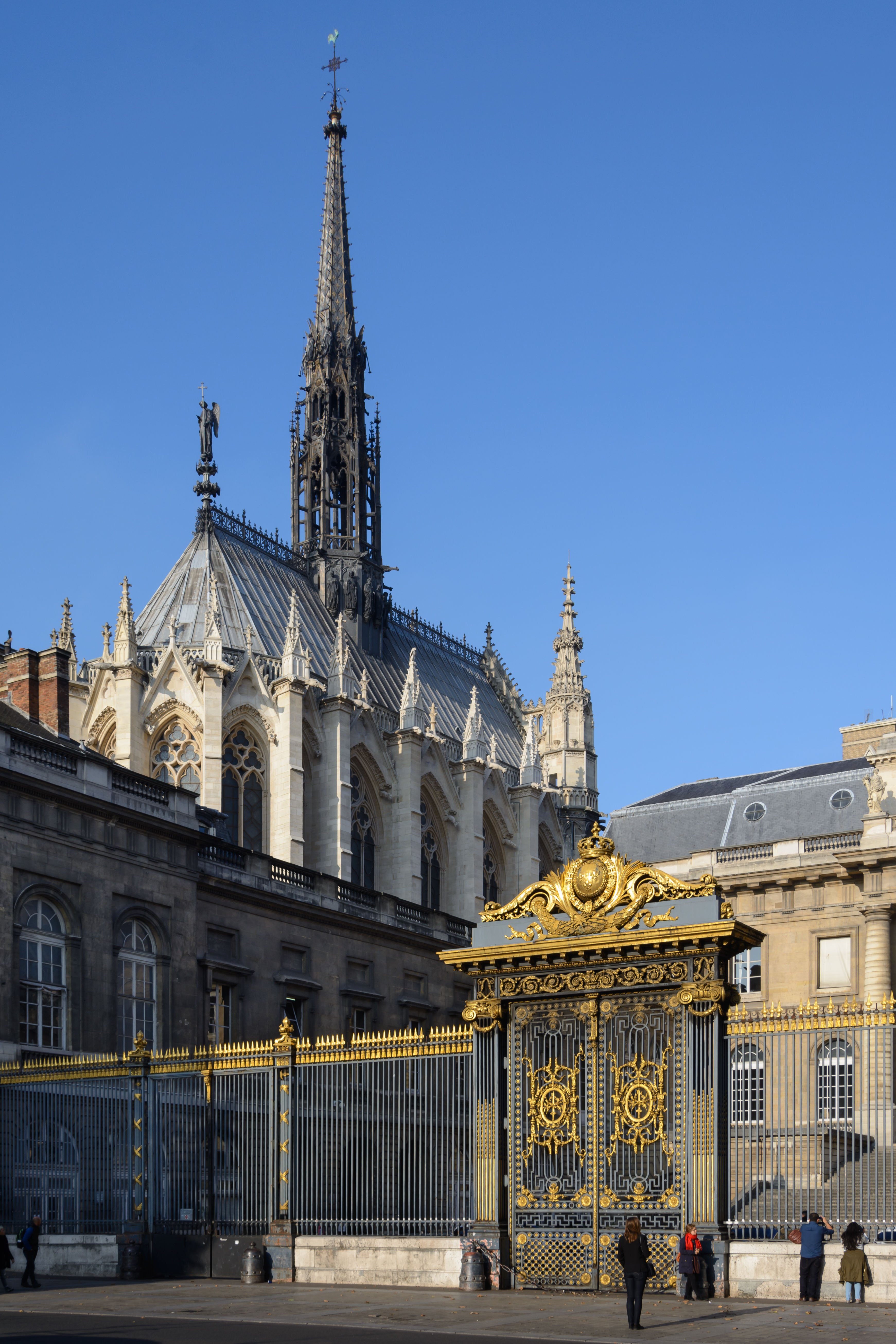
A Sainte-Chapelle, Párizsban

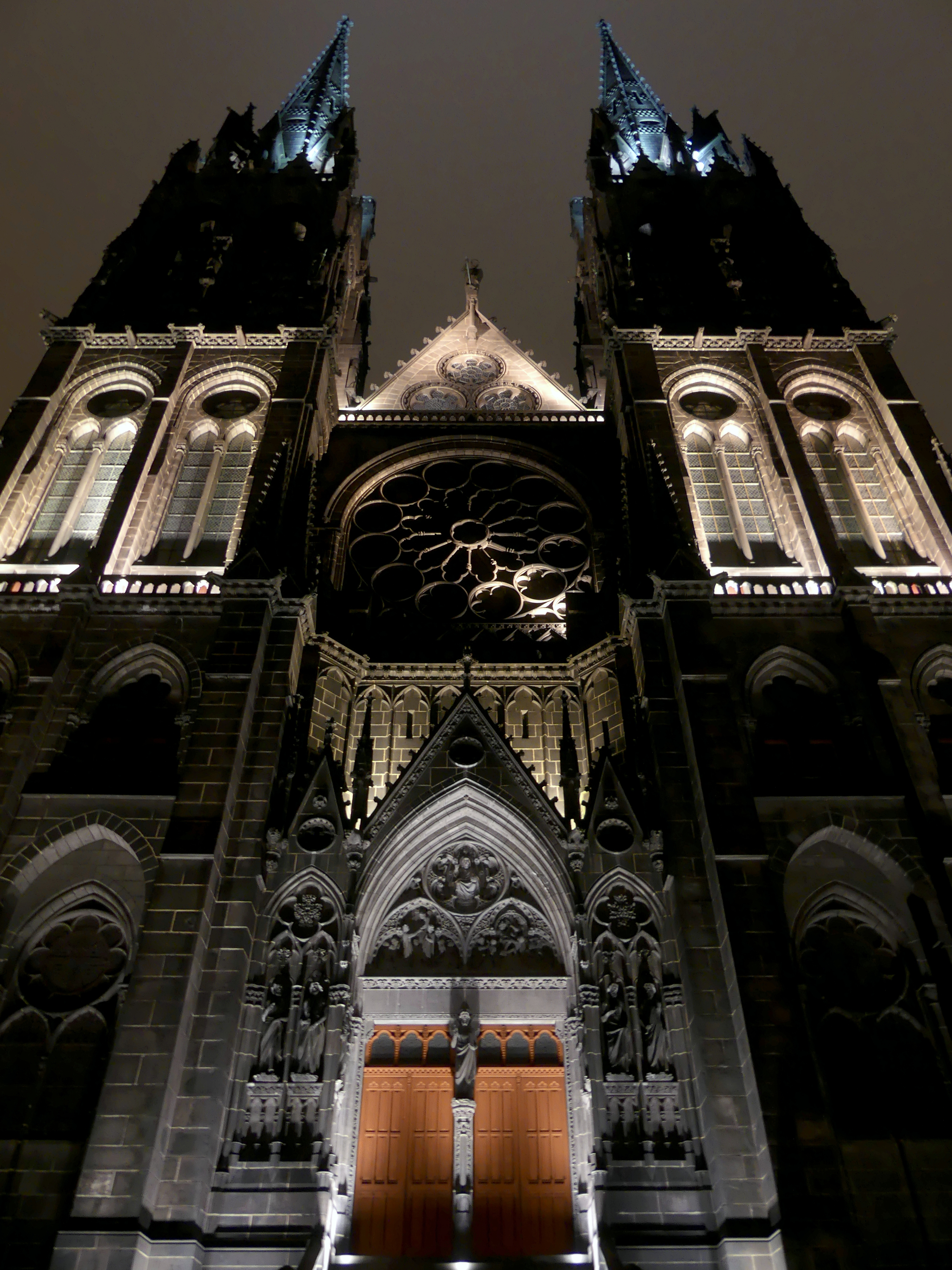
A clermont-ferrandi-i katedrális, 2018

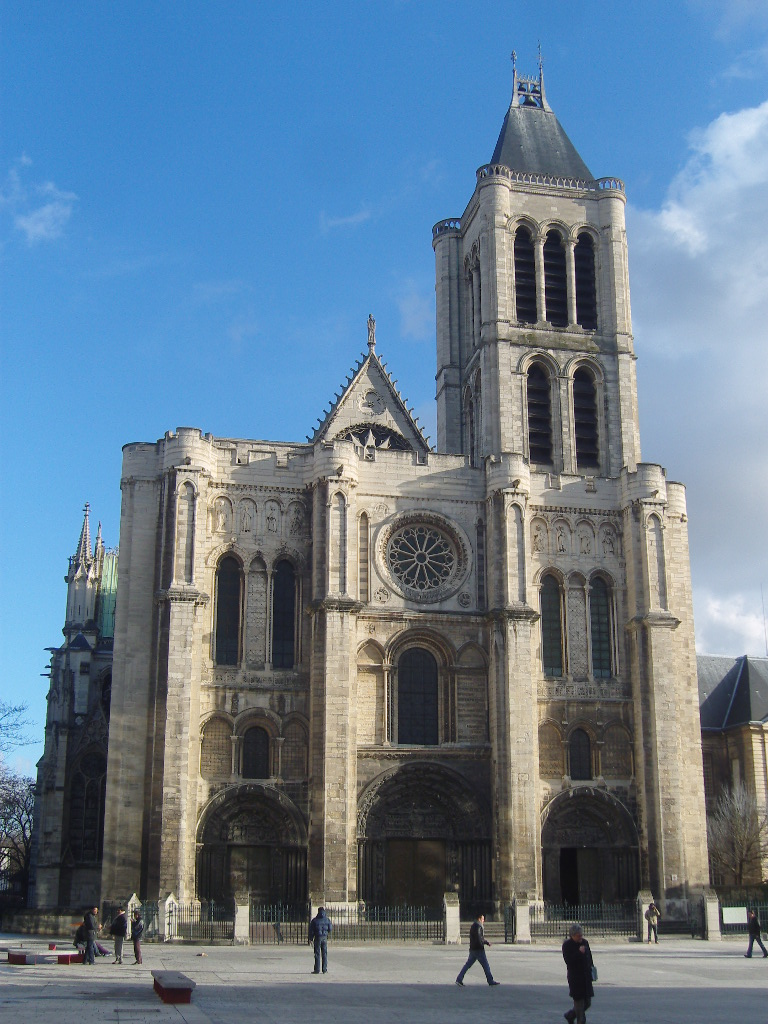
A Saint-Denis bazilika nyugati homlokzata

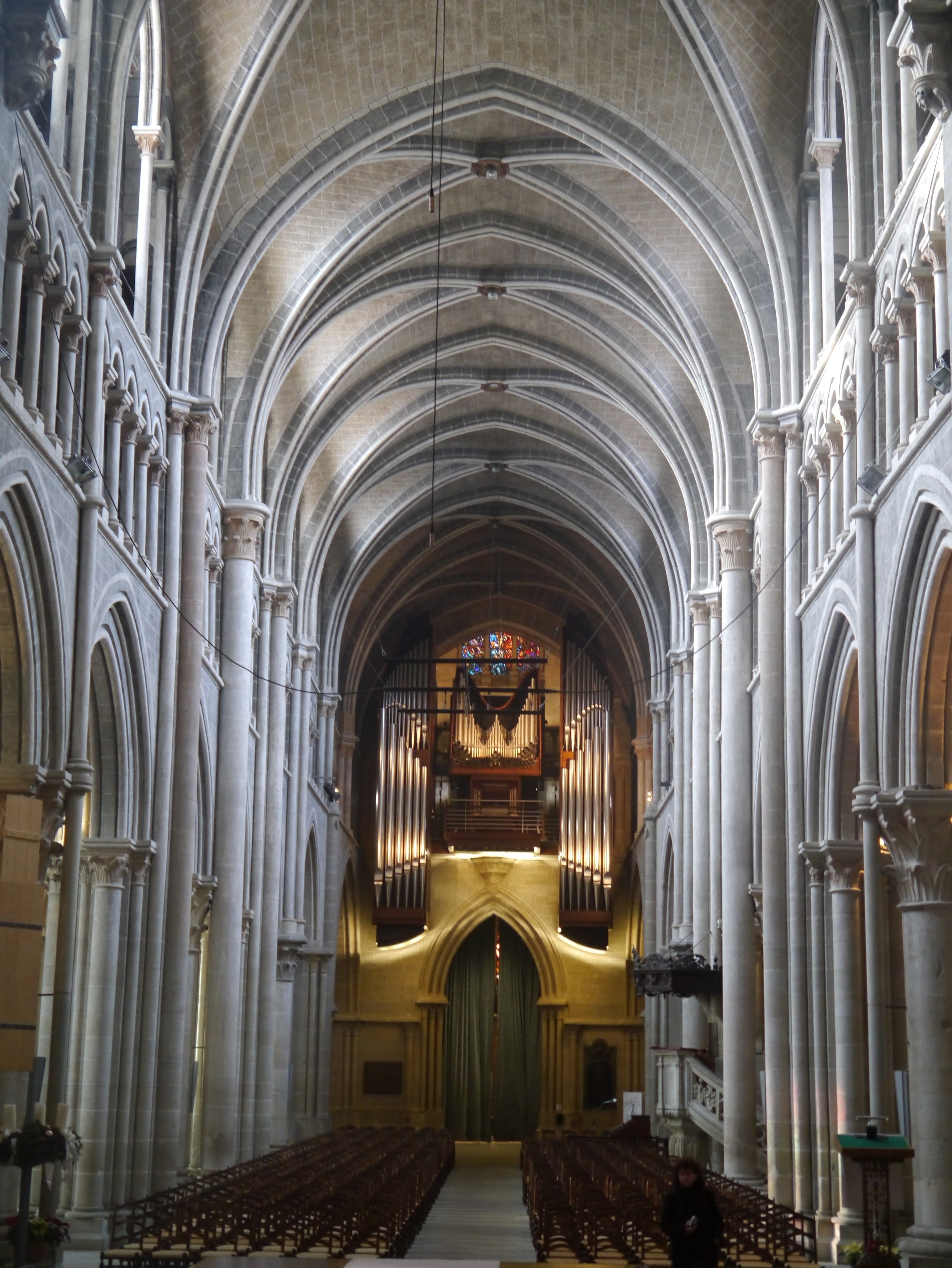
A lausanne-i Notre-Dame székesegyház főhajója

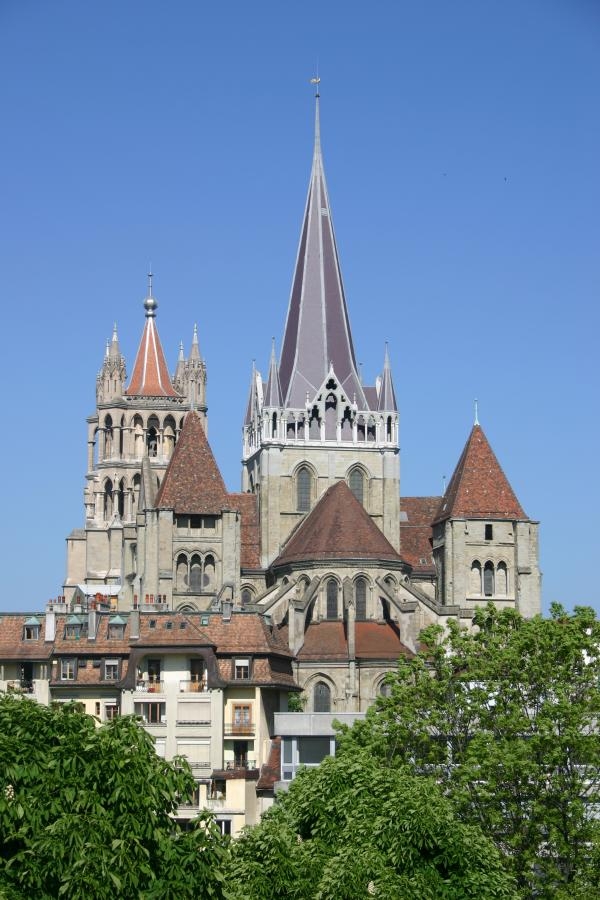
A lausanne-i Notre-Dame székesegyház

Egészen a 17. század végéig visszavezethető, vagyonos kereskedő családból származott. Ősei házasság révén a 18. században a Montmorency-Luxembourg családdal is kapcsolatba kerültek, akik ekkor vették fel a Viollet-le-Duc nevet.
I.Napóleon császárságának utolsó évében a Chabanais utca 1. szám alatt született (ma Párizs 2. kerülete) nagybátyja, Étienne-Jean Delécluze házában. Apja Emmanuel-Louis-Nicolas Viollet-le-Duc (1781–1857) költő, író, bibliofil, egyben XVIII. Lajos alatt a királyi paloták főfelügyelője, minisztériumi tisztviselő volt, majd Lajos Fülöp uralkodása idején a királyi udvartartás fenntartására rendelt költségek (civillista) intendánsa, a királyi rezidenciák (Tuileriák palotája) kurátora 1832-től 1848-ig. Anyja Élisabeth Eugénie Delécluze (1785–1832), Jean-Baptiste Delécluze (1745–1805 körül) építési vállalkozó leánya, társaságbeli hölgy, aki szalonjában fogadta többek között Stendhalt is. Eugène-nek egy bátyja volt, Adolphe Viollet-le-Duc (1817–1878), aki előbb hadapródként szolgált, de a későbbiekben ő is a művészet mellett döntött, és nívós tájképfestő lett.
Az apa és Eugène szoros kapcsolatát fennmaradt nagyszámú levélváltásuk mutatja, különösen anyjának az 1832. évi kolerajárványban történt halála után, amikor Viollet-le Duc még csak 18 éves volt.
Ugyancsak közel állt nagybátyjához (anyja bátyjához), Étienne-Jean Delécluze-höz, aki korábban festőművésznek tanult Louis David festőiskolájának növendékeként, majd művészeti kritikus a Journal des Débats-nál.
Mind nagybátyja házában, mind a családi otthonukban heti rendszerességgel fogadásokat tartottak. Irodalmi, művészeti szalonukban megfordultak fiatal írók, építészek, festők, művészek, mint Stendhal, Sainte-Beuve, Ampère, Mérimée és Ludovic Vitet, Paul-Louis Courier, Henry Bayle, Henri Patin, Abel-François Villemain, Adolphe Thiers és Jean-Pierre Abel-Rémusat. Ezek a személyiségek (különösen Prosper Mérimée) segítették később a fiatal Viollet-le-Duc előrejutását választott pályáján.
1826–1829 között a Fontenay-aux-Roses-i Morin intézetben (bentlakásos iskola) tanult. 1829-ben tért vissza Párizsba, és a Collège de Bourbon-ban (ma a Lycée Condorcet) 1830-ban érettségi vizsgát tett.
Már 16 évesen megfogalmazódott benne, hogy építész lesz, kiváló rajztehetsége szinte önmagától fejlődött ki, 14 éves korától csupán Delécluze nagybátyja tanította perspektivikus ábrázolásra. Környezete befolyásolásának szilárdan ellenállt, amikor arról akarták meggyőzni, hogy az építészi pálya eléréséhez a hivatalos képzést, az École des Beaux-Arts-ba való beiratkozást válassza. Az akadémikus irányzattal szemben az előd építőmesterek módszerét, az épületek tanulmányozását, az építkezések felmérését, vizsgálatát, mesteremberekkel való szakmai eszmecserét választotta, Jean-Jacques-Marie Huvé és Achille Leclère építészek műtermében gyakornokoskodott, igyekezve minél több építkezésen megfordulni.
A X. Károly francia király hatalmának megdöntésére kitört, 1830. évi júliusi forradalomban ő is részt vett, első ismert műve egy barikád tervrajza. Lajos Fülöp uralomra kerülésével a család helyzete még jobban megerősödött, ekkor lett apja a királyi rezidenciák főfelügyelőjévé, s az igazgatásban betöltött magas hivatali posztja miatt az egész család a Tuileriák épületébe költözött.
Az új kormányzás hozta létre először a Történelmi emlékművek főfelügyelőségét (Inspector Général dés Monumants Historiques), amely később oly fontos szerepet játszott Viollet-le-Duc életében.
1831 júliusától októberéig nagybátyjával, Delécluze-zel (aki rajzból képezte is unokaöccsét) körutazást tett Auvergne-be, a Rhône völgyébe, Provence-ba, és a Marseille melletti Hyères-be, az út során rajzokat és festményeket készített. 
1832 őszén (édesanyja halála után) ismét tanulmányútra ment, ekkor Normandiába, Rouen, Le Havre, Honfleur, Cherbourg és Bayeux környékét járta be egyedül. 
1833 májusától három hónapos utat tett Dél-Franciaországban (a Loire völgyében, Aquitániában, a Pireneusokban, és Languedocban), hogy tanulmányozza a műemlékeket, ahonnan egyházi építmények, kastélyok részletes vázlataival, rajzaival, akvarelljeivel megrakottan tért vissza, melyek közül többet – időnként magas áron – megvásároltak tőle az udvar tagjai.
20 évesen, 1834. május 3-án feleségül vette Thérèse Élisabeth Tempier-t (1812–1897), akivel utazótársánál, Émil Millet (1813–1882) zeneszerzőnél (a szobrász Aimé Millet testvérénél) ismerkedett meg. A házaspárnak egy fia született, aki az Eugène-Louis (1835–1910) nevet kapta, és egy leánya, Marie-Sophie (1838–1884). Ő 1857-ben Maurice Ouradounak (1822–1884), apja tanítványának felesége lett. Viollet-le-Duc sok munkát bízott vejére, így a Tertre szőlőbirtok kastélyának (Ambrières-les-Vallées) építkezését. Ouradou később Châlons-i egyházmegyei építészként állt alkalmazásban 1862-től.

### Pályafutásának kezdete
Házassága után, 1834-ben Hilaire Belloc igazgató meghívta a szerkesztéstan és díszítőművészet tárgyak kisegítő tanárának a „Kis iskolának” nevezett párizsi rajziskolába (L’école royale gratuite de dessin, 1877-től l’École nationale supérieure des arts décoratifs), ahol ezután – véglegesen kinevezve – csaknem húsz évig, 1850-ig tanított.
1835-ben a Mont-Saint-Michel látogatására kapott engedélyt (akkor börtönként funkcionált), majd 1836–1837-ben másfél évig Itáliában és Szicíliában nagy körutat tett, ahova gyermekkori barátja, a később festő és rézmetsző, illusztrátor Léon Gaucherel is elkísérte. Az utazás költségeit a Lajos Fülöp által nála rendelt akvarellek fejedelmi honoráriumából állta.
Hazatérve őt is bevonta báró Isidor Taylor az 1818-ban indult, és 1820-tól már kiadás alatt álló „Voyages pittoresques et romantiques dans l’ancienne France” című, az egész középkori Franciaországot művészi rajzokban bemutató sorozat munkáiba, amely során több mint 250 oldalnyi díszítő alkotása került be a neves művészek kísérő rajzai közé. 1838 és 1844 között vett részt e munkában, maga a sorozat az utolsó, 20. kötetével 1878-ban zárult.
Hazatérése után felvették az Állami Épületek Tanácsába (Conseil des bâtiments civils), ahol mint ellenőrt (auditor) felügyelő-helyettessé nevezték ki a királyi levéltár építkezésénél.

### Restaurátori pályafutása
Első komoly restaurátori megbízatása a Narbonne-i katedrális 18. században megkezdett, majd abbahagyott felújítási munkáinak befejezéséhez a koncepció és a tervek kidolgozása volt (1838–1840). Végül ambiciózus terveit, melyek nem csupán az épület befejezésére szorítkoztak, hanem kiterjedtek a korábbi részek bontására és strukturális változtatásaira is, nem fogadták el.
1840-ben állami megbízást kapott Mérimée-től az omladozó vézelayi bazilika restaurálására, melyet 1845-ben fejeztek be. Ugyanezen évben (1840) másodfelügyelőként bekapcsolódott Lassus vezetésével a forradalom után raktárként használt Sainte-Chapelle építkezésébe is. 1843-ban Lajos Fülöp az amboise-i Szent Hubert kápolna (Leonardo da Vinci sírjának helye) ólmozott üvegablakainak restaurálásával bízta meg. 1843 folyamán hosszabb felmérő körutat tett Prosper Mérimée-vel, amely során Burgundiában és Dél-Franciaországban írták össze és ellenőrizték a lehetséges műemlékeket. Mindketten a gótika iránt lelkesedtek. Viollet-le-Duc az út során készült vázlatait, rajzait az építészeti lapokban folyamatosan publikálta, s később ezekből könyve is készült. E munkák indították el a restaurálási feladatok későbbi hosszú sorát, melyek közül legismertebb a párizsi Notre-Dame-nak 1844–1864 közötti renoválása. Az ekkor 30 éves Viollet-le-Duc a 37 éves Jean-Baptist Lassus építésszel együtt dolgozta ki az újjáépítés terveit. Viollet-le-Duc sokat köszönhetett Lassus-nek, a középkori díszítő- és építőművészet ezen mély ismerőjének, akinek csaknem utolsó és legkiforrottabb munkája Párizsban a Belleville utcában álló Keresztelő Szent János templom (Église Saint-Jean-Baptiste de Belleville), mely a legelső párizsi neogót épületek közé tartozik (1854–1859, Párizs 19. kerülete).
A párizsi Notre Dame munkáival közel egyidőben a carcassonne-i Saint Nazaire, a beaune-i Notre-Dame, 1845-ben a toulouse-i Saint-Sernin templomok, és ugyanitt több más fontos műemlék munkáit végezte, 1846-ban a saint denis-i apátság, 1849-ben az Amiens-i Notre-Dame székesegyház helyrehozatalát irányította.
Viollet-le-Duc dolgozott Roquetaillade, Montépilloy, Coucy várainak helyreállításán is.
1849-ben megtámadta a kolera, de fölépült belőle, és a következő évben Angliába utazott Prosper Mériméevel együtt.
Betöltött pozíciói:
- A Történelmi Emlékművek Hivatala vezetője (Bureau des monuments historiques) (1846)
- Az Egyházi Épületek és Művészetek Bizottságának (Commission des arts et édifices religieux) tagja (1848)
- A Sèvres-i (porcelán), a Gobelinszövő és a Beauvais-i (szőnyegszövő) Nemzeti Manufaktúrák Legfelsőbb Fejlesztési Bizottságának (La Commission supérieure de perfectionnement des Manufactures nationales de Sèvres, des Gobelins et de Beauvais) tagja (1849)
- Az Egyházi Műemlékek főellenőre (Inspecteur général des Édifices diocésains) (1853) (Léon Vaudoyer(wd) és Léonce Reynaud(wd) társaságában). Restaurátori küldetése és 1853 és 1874 között a püspökségi épületekre kiterjedő főfelügyelői megbízatása azzal járt, hogy a körzetébe tartozó 27 püspökség 81 épületét rövid időközökben lejárja, pontos és részletes jelentést készítsen róluk.[18]
- Az Egyházi Műemlékek (hivatalának) építésze (1857)
- A Történelmi Emlékművek Bizottságának (la Commission des monuments historiques) tagja (1860)

1852 októberében kapta a megbízást Carcassonne erődjének helyreállítására, 1858-ban pedig Pierrefonds várkastélyának korszerű lakórezidenciává alakítására szólította fel III. Napóleon. Viollet-le-Duc itt szabadon engedte alkotó fantáziáját (később az egyik legellentmondásosabb újjáépítésévé vált), „ebben a szellemben alakított át egy gótikus várkastélyt, s így állította helyre – az úgynevezett purista felfogásban – Franciaország számos műemlékét. A korhűségben odáig ment, hogy a pierrefonds-i terv rajzait páncélos lovagokkal, középkori viseletbe öltözött dámákkal, ökröt sütő parasztasszonyokkal népesítette be. Mindez azonban nem akadályozta meg abban, hogy a tetőszerkezethez vas-és acéltartókat alkalmazzon. Természetesnek vette, hogy helyében a gótikus mester is felhasználta volna a modern technika vívmányait.”
Az ötvenes években kezdett hozzá a nagyobb lélegzetű publikációk írásának. Nagy műve, a Dictionnaire raisonné tízkötetes enciklopédiája irányította rá a nemzetközi figyelmet, egymás után választották be művészeti és tudományos akadémiák tiszteleti tagnak, sőt az Amerikai Építészek Társasága is tagságával tisztelte meg.
1863-ban az École des Beaux-Arts-ban újszerű tartalommal megtöltve a tananyagot, a művészet történetének és az esztétikának a tanára lett, bár tanári pályafutása — éppen a tananyag megreformálása miatt — igen rövid volt, 1863 novemberétől 1864. május 16-áig tartott, amikor az ő katedrájának várományosa, Julien Guadet és az akadémikus Jean Louis Pascal által tanúsított ellenségeskedés miatt lemondott. Reformjai ugyanis az Académie des Beaux-Arts éles ellenkezését váltották ki, s mikor hivatalos tiltakozásukat a császár elutasította, a hallgatóságot tüzelték fel ellene. Pár hónapos működése alatt mégis övé volt az első katedra, mely a modern értelemben vett művészettörténeti diszciplína ismeretkörét felölelte, így ennek is ő lett egyik előfutára Franciaországban. Kudarca után az oktatási anyag megreformálásról le nem mondva vett rész egy alapítványi jellegű, modern építészeti iskola, az École spéciale d'architecture alapításában, mely 1865-ben nyílt meg, s 1870. évi állami elismerésével máig működő, hivatalos képző intézményévé vált a modern építészeti törekvéseknek a párizsi Raspail sugárút 254. szám alatt.

### Saját tervezésű épületei, közéleti munkássága
Az 1860-as évek közepétől inkább új építkezésekkel foglalkozott, helyreállításokra már nem vállalkozott. Ugyan a párizsi Opéra Garnier 1860-ban kiírt pályázatán végül nem az ő, hanem – mint neve is mutatja – Charles Garnier tervét fogadták el, de e csalódás nem vette el a kedvét. Ekkor születtek meg az Aillant-sur Tholon és Saint-Denis-de-l'Estrée templomai, a Notre-Dame melletti személyzeti épület, a châbons-i Pupetières neogótikus várkastélya és a saint-vérande-i La Flachère kastély, valamint lakóházai Párizsban, stb.
1866-ban III. Napóleon császár látogatásán felbuzdulva kezdte meg a Mária mennybemeneteléről elnevezett clermont-i katedrális felújítását, melynek különlegessége volt, hogy ez az első jelentősebb épület, melyet a környéken fellelhető Volvic lávakőből építettek főként a 13. század második felében. A nyugati homlokzat renoválását végezte Viollet-le-Duc. A templom e kő (trachiandezit fajta) sötétszürke színe miatt, 90 méter magas tornyaival messziről kiemelkedett a látképből, s a város jelképévé vált. A berendezés egyes részeit (a főoltárt, a kórus rácsozatát, a püspöki szószéket) szintén Viollet-le-Duc tervezte.
1868-ban kirándulást tett a Mont Blanc-ra, ahol két évvel későbbi, 1870-es hasonló túrája során csaknem meghalt egy gleccserszakadékba zuhanva.
Mérimée 1870. szeptemberi cannes-i halála után Viollet-le-Duc lett Párizs erődítésének felelőse, amelyet épp ekkor erősen igénybe vettek a háborús események (Párizs ostroma 1870. szeptember 17-től, Porosz–francia háború). Párizs ostroma alatt egy 1200 fős műszaki csapat parancsnoka volt Adolph Alphand-nal együtt, és több ütközetben is részt vett. Az ostrom után elhagyta a fővárost. Olaszországban írta meg emlékiratát Párizs 1870 szeptembere és 1871 januárja közötti ostromáról és védelméről.
1872-ben megbízták a Lausanne-i katedrális felújításával, s ugyanekkor a lyoni Nemzetközi Kiállítás bizottságának elnökségével is. 1873-ban Lajos Fülöp hamvai hazahozatalának feladatát kapta, majd három évvel később a király és Amélie királynő maradványainak a dreux-i kápolnába helyezésével bízták meg.
Lausanne-ban a „La Vedette”-nek elnevezett házát építette meg 1874–1876 között, és sok sétát tett az általa különösen szeretett hegyekben. 1875-ben közreműködött az eu-i kastély helyreállításánál,1876-ban publikálta a Mont-Blanc-ról szóló könyvét. 1877-ben a következő évi Párizsi Világkiállítás előkészítésén dolgozott.
1874-ben és 1878-ban mint republikánust községi tanácsossá választották Párizsban, a Montmartre I. kerületében. „Tanácsosként számos javaslatot terjesztett elő, a kötelező népoktatásról, az iskolák szaporításáról, az egyház és az állam szétválasztásáról – ami halála után negyedszázaddal valósult meg — népopera és népszínház alapítására Párizsban és még sok más városépítészeti és közművelődési ügyben.”
1878-ban elvesztette bátyját, s 1879 nyarának végén ő is meghalt Lausanne-ban, miközben a város székesegyházának helyreállításán dolgozott. A lausanne-i Bois de Vaux temetőben nyugszik.

## Kitüntetései
- 1864-ben a Brit Építészek Királyi Intézete (Royal Institute of British Architects) és a brit uralkodó együttes döntése folytán a Royal Gold Medal for architecture kitüntetést,
- 1869-ben a francia Becsületrend parancsnoki fokozatát nyerte el. Korábban 1849. május 3-án a lovagi, 1858. július 30-án a tiszti címet kapta.[23]

## Emléke, jelentősége
Bár társadalmi megbecsülés és az udvari körök támogatása kísérte munkáját, éppen a szakma képviselőinél ütközött ellenállásba, nem tudta művészetszemléleti és nevelési koncepcióját elfogadtatni.
Épületrestaurálási elveit a 19. században többen követték, de a 20. század elején már elítélték: „Szinonimája lett mindazoknak az építészeti tévedéseknek, hamisításoknak, purista beavatkozásoknak, amelyeket a 19. század a műemlék-restaurálás terén elkövetett, s amelyek nagy részét maga Viollet-le-Duc is elítélte és megvetette.” Negatív példaként az 1617-ben tervszerűen lerombolt Pierrefonds várának Viollet-le-Duc általi újjáépítését szokták felhozni: „Műemlék, de már nem a középkoré, hanem a 19. század historizmusáé.”
Teoretikus munkái, felmérései, rajzai, és a gótika történetére vonatkozó kutatásai halhatatlanná tették nevét.
Pályafutása alatt jegyzeteket és vázlatokat készített nem csak az általa munka alá vett műemlékekről, hanem azokról a román, gótikus és reneszánsz építményekről is, melyeket lebontani ítéltek. Igénybe vette az ekkorra már elérhető fotografálási lehetőséget is. A középkorra és a reneszánszra vonatkozó tanulmányai nem szorítkoztak az építészetre, hanem érdekelték a bútorok, az öltözködés, a hangszerek, a fegyverzet történetének vizsgálata is.
Eugène Viollet-le-Duc munkássága ráirányította a társadalom figyelmét a francia történelmi örökség fontosságára. Így 1884-ben megalakult a "Párizs műemlékeinek baráti társasága" , majd 1897-től a "Régi Párizs Bizottság" .
Elméletei termékenyítőleg hatottak az Art Nouveau kezdeményezőire. 
Az 1870-es porosz-francia háború során Párizs védelmére kidolgozott erődítménytervei szintén tanulságul szolgáltak a világháborúk hadmérnökei számára a verdun-i védelmi rendszer és a Maginot-vonal kialakításánál.
2014-ben születésének 200. évfordulója alkalmából a párizsi építészeti múzeum kiállítással emlékezett meg róla, mint az építészettörténet meghatározó alakjáról. (Cité de l’architecture, Párizs, 2014. november 20. – 2015. március 9.)
Napjainkra személye egyre inkább előtérbe kerül. Hagyatékát folyamatosan elemzik, kiállítások, kötetek jelennek meg munkásságáról és jelentőségéről, melyekből sokoldalúsága, komplex látásmódja feltárul, ahogy a szakmabeliek értékelik: Viollet-le-Duc egyszerre volt „egy egyetemes tehetségű teoretikus és építészettörténész, restaurátor és alkotó építész, belsőépítész és iparművész, festő és grafikus, író és pedagógus”. 

## Alkotásai

### Restaurálások (válogatás)
(Az alább felsorolt nagyobb lélegzetű munkák mellett kisebb helyreállításokat, szakértői véleményadást is végzett, Franciaország 44 különböző városában és helységében több száz épülettel foglalkozott életében.)
Egyházi épületek
- Az auxerre-i Saint-Étienne székesegyház (1844–1848)
- Az amiens-i Notre-Dame székesegyház (1849–1874)
- A Vézelay, Szent Magdolna apátsági templom (1840–1861)
- A saint-pèrei Notre-Dame templom (1840–1849)
- A párizsi Notre-Dame székesegyház, Jean-Baptiste-Antoine Lassus-vel (1844–1864)
- A Saint-Denis-székesegyház (1846)
- Sainte-Chapelle (Párizs), Félix Duban és Jean-Baptiste-Antoine Lassus építészekkel (1840/1841-től)
- A poissyi társaskáptalani Notre-Dame székesegyház (1844)
- A Saint-Nicolas templom, Munster (Moselle) (1868–1874)
- A Notre-Dame társaskáptalani templom Semur-en-Auxois-ban
- A Saint-Nazaire bazilika Carcassonne-ban (1844 körül)
- A Saint-Michel székesegyház Carcassonne-ban (1857)
- A toulouse-i Saint-Sernin bazilika (torony:1846, általános: 1860-től, belsőépítészet: 1872-tól) Az 1960-as évek végén megkezdett helyreállítási munkák során lebontották Viollet-le-Duc kiegészítéseit, hogy az „eredeti állapotába” állítsák vissza az épületet, melyet 1996-ban fejeztek be.
- A Mária mennybemeneteléről elnevezett clermonti katedrális (1866)
- A lausanne-i Notre Dame katedrális (1872 pályázat, 1874-től)
- A régi Saint-Maurice katedrális Mirepoix-ban (1858–1859)
- Chartreuse Notre-Dame-des-Prés, karthauzi kolostor és templom, Neuville-sous-Montreuil
- Saint-Martin templom, Beaune-la-Rolande
- A Mária mennybemeneteléről elnevezett templom, Simorre (1844–1858)
- A Sainte Catherine kápolna a strasbourgi Notre-Dame katedrálisban
- Zsinati palota, Sens (Yonne) (1856 körül) Műemlékjegyzékbe véve 1862-ben.

Városházák
- Saint-Antonin-Noble-Val (Tarn-et-Garonne) (1846)
- Narbonne (Aude)
- Compiègne (Oise) (1854-től)

Várak, várkastélyok, erődítmények
- Carcassonne (Aude) erődített város erődfalai (1844, 1853)
- Roquetaillade-i (Gironde) vár (1850–1870) (le Château Neuf) tanítványával, Edmond Duthoit-val (1837–1889)
- Pierrefonds-i (Oise) vár (1858-tól)
- Coucyi (Aisne) vár (1856 körül)[26]
- Tours-i (Gironde) vár
- Eu-i (Seine-Maritime) várkastély (1872–1886)
- Saint-Maurice-d’Ételani (Seine-Maritime) várkastély
- Montdardier várkastélya (Gard (1860))

### Megvalósult építkezései
- Tertre birtok kastélya – Ambrières-les-Vallées (Mayenne) (vejével, Maurice Ouradouval) (1856–1857 körül)
- Abbadia kastély (Hendaye) (Edmond Duthoit-val) (1864–1879)
- La Flachère kastély, Saint-Vérande (Rhône, Auvergne-Rhône-Alpes) (rekonstrukció 1863–1869)
- Avignoni bástyák megerősítése, főként a déli oldalon (kapuk, falak, oromcsipkézetek, lőrések stb.) (1860–1869)
- Saint-Gimer templom, Carcassonne (1854–1859)
- Skót rítusú presbiteriánus templom, Lausanne (1876–1879)
- Saint-Martin templom Aillant-sur-Tholon (1862–1867)
- Pupetières neogótikus várkastélya, Châbons (Isère, Auvergne-Rhône-Alpes)
- Jaquesson kastély, Châlons-en-Champagne
- Waweli székesegyház Saint-Léonard kriptájának oltára, Wawel
- Saint-Denis-de-l’Estrée temploma, Saint-Denis (1863/1864–1866)
- Morny hercegi család mauzóleuma a Père-Lachaise temetőben (division 54.), Párizs

Párizsi épületei (válogatás)
- Ház, Liège utca 28. szám (1846)
- Ház, Montparnasse sugárút 80. (1859)
- Ház, Douai utca 15. (1860) (szerepel a műemlékjegyzékben)
- Ház saját magának. Condorcet utca 68. (1862) (szerepel a műemlékjegyzékben). Megjelenítette az épületen a jelképét, a nagy fülesbaglyot, franciául: „Hibou grand-duc” (Bubo bubo, Linnaeus, 1758)
- Ház, Chauchat utca 23. – Lafayette utca 42. (1864) (szerepel a műemlékjegyzékben).

## Fő művei
- Dictionnaire raisonné de l’architecture française du XI. au XVI. siècle (10 kötet, 1854–1869) (I. Abaque-Aronde, 1854; II. Arts-Chapiteau év.n.; III. Charnier-Console, 1858; IV. Construction-Cyborium, 1859; V. Dais-Fut, 1861; VI. Gable-Ouvrier, 1863; VII. Palais-Puits, 1864; VIII. Quai-Synagogue, 1866; IX. Tabernacle -Zodiaque, 1868; X. Table analytique des mots contenus dans les neuf volumes, 1868.
- Essai sur l’architecture militaire au moyen-âge (Párizs, 1854)
- Dictionnaire du mobilier français, de l’époque carolingienne à la Renaissance (6 kötet, 1854–1875)
- Entretiens sur l’architecture (2 kötet, 1858–1872)
- Chapelles de Notre-Dame de Paris (1867–1869)
- Peintures murales des chapelles de Notre-Dame de Paris, estampe, exécutées sur les cartons de E. Viollet-Le-Duc relevées par Maurice Ouradou. (25 oldal, 62 tábla) (Párizs, 1870.)
- Histoire d’une maison (Párizs, 1873)
- Histoire d’une forteresse, avec 8 gravures en couleurs (Párizs, 1874)
- Histoire de l’habitation humaine depuis les temps préhistoriques jusqu’à nos jours (Párizs, 1875)
- Histoire d’un hôtel de ville et d’une cathédrale (4 kötet, 1873–1878)
- Mémoire sur la défense de Paris (Párizs, 1871).
- Le Massif du Mont Blanc, étude sur sa constitution géodésique et géologique sur ses transformations et sur l’état ancien et moderne de ses glaciers. Kiad. J. Baudry (Párizs, 1876) Írásának részletét 1874. március 28-án olvasta fel a Tudományos Akadémián és a hegység térképét is elkészítette.

Levelezésének részleteit kiadták:
- Lettres d'Italie, 1836–1837, adressées à sa famille, annotées par Geneviève Viollet-le-Duc, Párizs, L. Laget, 1971, 437 oldal.
- La correspondance Mérimée - Viollet-le-Duc. kiad. par Françoise Bercé, Paris, CTHS, 2001, 301 oldal.

## Tanítványai, követői (válogatás)
- Paul Abadie (1812–1994)
- Anatole de Baudot(wd) (1834–1915)
- André Berthier(wd) (1811–1873)
- François Bougoüin(wd) (1846–1933)
- Benjamin Bucknall(wd) (1833–1895)
- William Burges(wd) (1827–1881)
- Édouard Corroyer(wd) (1835–1904)
- Denis Darcy(wd) (1823–1904)
- Alphonse Durand(wd) (1813–1882)
- Edmond Duthoit(wd) (1837–1889)
- Paul Gout(wd) (1852–1923)
- Auguste-Alexandre Guillaumot(wd) (1815–1892)
- Paul Hankar (1859–1901)
- Henszlmann Imre (1813–1888)
- Hubert József (1846–1916)[27]
- André Lecomte du Nouÿ(wd) (1844–1914)
- Aimé Millet (1819–1891)
- Eugène Millet(wd) (1819–1879)
- Joseph Mocker (1835–1899)
- Maurice Ouradou(wd) (1822–1884)
- Victor Petitgrand(wd) (1841–1898)
- Schulek Frigyes (1841–1919)
- Steindl Imre (1839–1902)
- Storno Ferenc (1821–1907)

## Fordítás
- Ez a szócikk részben vagy egészben  az   Eugène Viollet-le-Duc című francia Wikipédia-szócikk ezen változatának fordításán alapul.  Az eredeti cikk szerkesztőit annak laptörténete sorolja fel. Ez a jelzés csupán a megfogalmazás eredetét és a szerzői jogokat jelzi, nem szolgál a cikkben szereplő információk forrásmegjelöléseként.